# Distrito de Elbląg
Elbląg (polaco: powiat elbląski) es un distrito (powiat) del voivodato de Varmia y Masuria (Polonia). Fue constituido el 1 de enero de 1999 como resultado de la reforma del gobierno local de Polonia aprobada el año anterior. Su sede administrativa es Elbląg, aunque la ciudad no forma parte de él y por sí misma es otro distrito distinto. Además de con dicha ciudad, limita al noroeste con la laguna del Vístula y con otros seis distritos: al nordeste con Braniewo, al este con Lidzbark, al sudeste con Ostróda, al suroeste con Sztum y al oeste con Malbork y Nowy Dwór Gdański. Está dividido en nueve municipios (gmina): dos urbano-rurales (Pasłęk y Tolkmicko) y siete rurales (Elbląg, Godkowo, Gronowo Elbląskie, Markusy, Milejewo, Młynary y Rychliki). En 2011, según la Oficina Central de Estadística polaca, el distrito tenía una superficie de 1415,58 km² y una población de 56 504 habitantes.